# MV Western Belle
Le MV Western Belle est navire à passagers de la Ullswater 'Steamers', une compagnie privée de navigation opérant sur le lac Ullswater, dans le parc national du Lake District du Comté de Cumbria. Après l'avoir racheté en 2008, il fut remis en état et lancé en automne 2010.

Il est classé bateau historique depuis 1996 par le National Historic Ships UK  et au registre du National Historic Fleet.

## Histoire
Western Belle a été construit en 1935 par Fellows & Co (en) de Great Yarmouth pour Millbrook Steamboat & Trading Company (en). Ce bateau a été utilisé principalement pour des services d'excursion à partir de Plymouth,et aussi comme traversier jusqu'à Millbrook.
Au cours de la Seconde Guerre mondiale, il a continué comme ferry Plymouth-Millbrook en transportant ses passagers de la ville à la campagne, chaque nuit, pour éviter le Blitz.

En 1955, il a opéré brièvement pour les chemins de fer britanniques sur l'itinéraire Dartmouth-Kingswear puis il a repris le service de Plymouth.
En 1985, la société Millbrook Company, appartenant à Dart Pleasure Craft Limited (en) de Dartmouth, a abandonné ses services à Plymouth, en raison de la concurrence avec Plymouth Boat Cruises (en). Le MV Western Belle a été transféré à la rivière Dart sur l'ensemble des services de Dart Pleasure Craft.
En 2000, Dart Pleasure Craft a repris la société G.H. Riddalls and Sons (en), son principal concurrent sur les services de la rivière Dart. Avec l'augmentation de la taille de la flotte, le MV Western Belle était excédentaire aux besoins et il a été vendu à Chris Cruises de Hampton Court sur la Tamise , où il a été utilisé en location.

En 2008, il a été vendu à Ullswater «Steamers» et installé à Maryport dans le Cumbria. Il a ensuite été transporté au lac Ullswater en juillet 2010 pour démarrer le service sur le lac à l'automne 2010. Le MV Castle Totnes a également été acheté par cet opérateur. Transporté par voie terrestre à Ullswater en 2007, il est devenu le MV Lady Wakefield, enregistré au National Historic Ships.